# Институт химической технологии общества Фраунгофера
Институт химической технологии Общества Фраунгофера (нем. Institut für Chemische Technologie, Fraunhofer ICT) — научно-исследовательская и опытно-конструкторская организация, расположенная в городе Пфинцталь муниципального образования Бергхаузен, Германия. Выполняет работы в области военной техники и охраны окружающей среды. Единственная в Германии научно-исследовательская организация по изучению взрывчатых веществ, сфера деятельности которой охватывает всю область разработки от лабораторных исследований до конечной системы.

## История
Институт возник на базе Лаборатории твёрдого ракетного топлива, образованной в 1950 году при Высшей технической школе Карлсруэ. Руководил Лабораторией известный специалист по взрывчатым веществам Карл Майер. В Лаборатории проводились научно-исследовательские работы в интересах новообразованного в 1955 году Министерства обороны ФРГ.
В 1959 году состоялось официальное открытие Института химии ракетного топлива Общества Фраунгофера. Первоначальный состав Института (20 сотрудников) занимался научно-исследовательскими работами по заданию Министерства обороны в области твёрдого ракетного топлива. Позднее область исследований Института была расширена и включала также направления «взрывчатые вещества» и «метательные вещества» ствольного вооружения.
В 1962 году Институт был переименован в Институт метательных и взрывчатых веществ, а в 1988 году получил современное название Институт химической технологии Общества Фраунгофера, после получения возможности проведения наряду с исследованиями в военной области также исследований по заказам гражданского сектора.
В феврале 2009 года был организован филиал в Аугсбурге, на его основе развился самостоятельный Институт общества Фраунгофера.

## Направления научных исследований
Fraunhofer ICT — «институт двойного назначения» (Duales Institut), поскольку научные исследования проводятся одновременно как в гражданских областях, так и в интересах Министерства обороны ФРГ.
Проводимые институтом исследования концентрируются по следующим основным направлениям:
- Оборона, безопасность, аэрокосмические исследования.

Институт занимается разработкой несмертельных аэрозолей, способных временно выводить из строя живую силу противника. Кроме того, для доставки таких средств разрабатываются роботизированные наземные платформы и специализированные БПЛА.
- Автомобилестроение и транспорт.

В рамках направления «техника полимерных материалов» Институт проводит интенсивные исследования волокнистых композитов и технологии вспененных полимеров для разработки автомобильного транспорта на основе облегчённых конструкций. Они характеризуются высоким потенциалом удельной прочности и обеспечивают хорошие возможности для вторичной переработки материалов.
- Химия и фармацевтика.

С самого начала Институт проводит обширные исследования по направлениям, связанным с синтезом и химическими технологиями. Для этого Институт располагает широкими и углублёнными знаниями в областях химического синтеза и технологии химических реакций, техники и технологии высоких давлений, моделирования процессов, электрохимии, техники и технологии полимеров.
- Энергетика и окружающая среда.

По указанным основным направлениям выполняются междисциплинарные и проблемно ориентированные НИОКРы, связанные с определёнными отраслями и видами продукции. В данном контексте понятие междисциплинарные означает совместную работу по данной тематике дипломированных инженеров, химиков и физиков, техников и лаборантов различных отраслевых направлений.

## Организационная структура
- Энергетические материалы.

Основные задачи отделения — разработка и характеризация взрывчатых веществ (ВВ) и систем, содержащих ВВ. Задачи научных исследований и опытных разработок, начиная от химического синтеза и переработки исходных компонентов энергетических материалов, через параллельную взаимосвязанную разработку технологических процессов и технологического оборудования для получения и производства исходных продуктов, опытных партий и демонстрационных образцов для военного и гражданского применений.
Институт занимается разработкой нечувствительных взрывчатых (энергетических) материалов для артиллерийских боеприпасов и твёрдотопливных ракетных двигателей. Одной из новых разработок Института в указанной области являются вспененные метательные заряды (foamed propellants). Полимерные пеноматериалы, наполненные взрывчатыми составами, характеризуются высокими скоростями горения, связанными с их пористой структурой. Путём изменения состава и подбора материала энергетической полимерной матрицы, наполнителей и специальных добавок, получают вспененные метательные заряды, физические свойства которых и баллистические характеристики можно изменять в достаточно широких пределах. Указанные пеноматериалы, содержащие взрывчатые составы, находят применение при создании безгильзовых боеприпасов или выстрелов со сгораемой гильзой.
- Энергетические системы.

Исследования концентрируются на средствах метания (метательных зарядах) ствольного оружия, ракетном топливе и взрывчатых веществах.
- Техника полимеров.

Проектные работы по созданию элементов конструкций из полимерных материалов.
- Экологическая техника.
- Прикладная электрохимия.

## Инфраструктура
Бюджет Института химической технологии в 2009 финансовом году составлял 28,6 млн евро. Традиционно финансирование проводимых НИОКР осуществляется следующим образом: 90 % средств поступают от федерального Правительства, 10 % средств — от земельного Правительства.
С 2006 года Институт возглавлял профессор, доктор Петер Эльснер.

## Издания института
- Kunststoffe Eigenschaften und Anwendungen. Herausgegeben von Elsner, Peter; Eyerer, Peter; Hirth, Thomas; Begründet von Domininghaus, Hans Springer, Berlin 2012, 8., bearb. Aufl. 1460 Seiten. ISBN 3-642-16172-3
- Stefan Troster Materialentwicklung und -charakterisierung für thermoplastische Faserverbundwerkstoffe im Direktverfahren.
- Pfinztal Fraunhofer-Institut für Chemische Technologie ICT (Herausgeber), IRB Verlag, 2004 ISBN 3-8167-6643-9